# Alaptus animus
Alaptus animus är en stekelart som beskrevs av Girault 1913. Alaptus animus ingår i släktet Alaptus och familjen dvärgsteklar. Inga underarter finns listade i Catalogue of Life.